# كرايغ كوكي
كرايغ كوكي (بالإنجليزية: Craig Cooke)‏ هو دراج بريطاني، ولد في 28 ديسمبر 1984.

## وصلات خارجية
- كرايغ كوك على موقع أرشيف الدراجات (الإنجليزية)
- كرايغ كوك على موقع إحصائيات الدراجات الإحترافية (الإنجليزية)